# نهاد ناآرام جهان
نهاد ناآرام جهان، نام کتابی است از عبدالکریم‌سروش در شرح و طرح نظریه حرکت جوهری ملاصدرا که از اولین رساله‌های سروش است.

## مباحث کتاب
سروش در این کتاب نظریه حرکت جوهری ملاصدرا را با کشف قانون جاذبه توسط نیوتن و نظریه نسبیت انیشتین مقایسه می‌کند و براهین ملاصدرا را یک به یک تشریح می‌کند.
مؤلف «نهاد ناآرام جهان» در مقدمه نشر دوم کتاب خویش یاد مرتضی مطهری و مهدی حائری یزدی را گرامی می‌دارد که تذکارها و توصیه‌ها به سروش داشتند و از غلامعلی حداد عادل نیز یاد می‌کند که مؤلف را «مدد بسیار رساند و اگر همکاریهای مشفقانه او نبود این دفتر چنانکه اینک هست نمی‌بود.»
سروش در همین مقدمه تعلق خاطر مطهری به حکمت متعالیه یا همان حکمت فلسفی دینی ساخته شده توسط ملاصدرا را می‌ستاید و ذره‌ای از مهر خود به او را می‌نمایاند.
سروش به صراحت می‌گوید، کتاب «نهاد نا آرام جهان» وامدار مطهری و حائری یزدی است.